# Evelyn Ugalde
Evelyn Ugalde Barrantes (sinh năm 1975 tại Heredia, Costa Rica) là một nhà báo, nhà văn, biên tập viên và nhà quảng bá văn hóa của Costa Rica. Cô đã nhận được giải thưởng quốc gia Joaquín García Monge hai lần vì tiết lộ văn hóa cho công việc của mình, lần đầu tiên vào năm 2009 và năm 2013 với tư cách là nhà sản xuất và cùng với phần còn lại của đội ngũ của chương trình văn hóa Semicolon.

## Tiểu sử
Ugalde sinh ra ở Saint Joaquín ở Flores, Costa Rica, vào tháng 10 năm 1975. Cô học ngành truyền thông tại Đại học Costa Rica, từng làm nhà báo trong các phương tiện truyền thông như The Nation, The Free Press, Channel 7, Central American Weekly và là nhà sản xuất, nhạc trưởng và biên kịch của chương trình văn học Semicolon của Kênh 13, đồng sáng lập tạp chí văn học Clubdelibros năm 2001. Năm 2012, cô được bầu làm nhân vật văn hóa của năm. Cùng năm đó, cô cũng thành lập Nhà xuất bản Clubdelibros chuyên về tưởng tượng văn học và quảng bá văn học.

## Sự nghiệp văn chương
Ugalde chuyên về văn học thiếu nhi, với nhiều tác phẩm của cô hướng đến trẻ em và thúc đẩy việc đọc sách.
Cô là đồng tác giả của những cuốn sách Một chiến lược để hoạt hình đọc mỗi ngày và 100 chiến lược cho hoạt hình đọc ở trường trung học. Cuốn sách của bà Khi những câu chuyện phát triển được xuất bản ở Costa Rica trong sáu phiên bản, ở Colombia bởi Nhà xuất bản Black Sheep, với Nhà xuất bản Người mới ở Cuba, ở Peru với Nhà xuất bản Malabares và Nhà xuất bản ở Cộng hòa Dominican. Cuốn sách của cô The cuentasueños được xuất bản bởi Atabal (2006) ở Costa Rica và bởi các ấn bản của Izar ở Uruguay. Năm 2013, nó được xuất bản cùng với Thế giới của những người bạn vô hình.
Cô cũng đã tham gia với những câu chuyện trong tuyển tập; Đối tượng không xác định và những câu chuyện khác của khoa học viễn tưởng, thế kỷ 21 POE, Cobwebs; Những câu chuyện về khủng bố của người Costa Rica, Sự kết thúc của thế giới: những câu chuyện về ngày tận thế, Buajaja; những câu chuyện về nỗi sợ hãi cho những đứa trẻ dũng cảm, Penumbras; Những câu chuyện về khủng bố của người Costa Rica và những người khác.

### Tuyển tập truyện cổ tích
- Khi những câu chuyện phát triển (Atabal, 2006)
- Thế giới của những người bạn tưởng tượng (Clubdelibros, 2013)
- Những câu chuyện thật điên rồ (Clubdelibros, 2014)

### Tiểu thuyết
- Các cuentasueños (Atabal, 2007)

### Phối hợp
Người tham gia với một câu chuyện trong:
- Sự thức tỉnh của những huyền thoại, tuyển tập Aquelarre.
- Đến Costa Rica không bao giờ nữa, tuyển tập POE thế kỷ 21
- Leave Vú, tuyển tập Cobwebs
- Tình yêu ảo, tuyển tập Đối tượng không xác định
- Chúng tôi giải thích lịch sử của sự sợ hãi, tuyển tập Buajaja
- Tôi muốn một câu chuyện đáng sợ, tuyển tập Penumbras
- Thoát khỏi đất nước Không bao giờ không bao giờ, tuyển tập Hành tây của tôi

### Quảng bá văn hóa
- Một chiến lược hoạt hình để đọc mỗi ngày (coautoría với Kattia Muñoz, Clubdelibros 2006).
- 100 chiến lược hoạt hình để đọc cho thứ cấp (Clubdelibros, 2012)